# Goksan (métro de Séoul)
Goksan (hangeul : 곡산 ; hanja : 谷山) est une station station de correspondance, entre la ligne Gyeongui-Jungang et la ligne Seohae du métro de Séoul. Elle est située, au 1185-1 Baekseok-dong, dans le quartier Ilsandong-gu de la ville de Bucheon, incluse dans la province de Gyeonggi, au nord-ouest de Séoul, en Corée du Sud.
Ouverte en 1967 comme gare ferroviaire, elle devient une station de métro de la ligne Gyeongui en 2009 et une station de correspondance en 2023. Elle est desservie, alternativement sur les mêmes voies, par les rames de la ligne Gyeongui-Jungang et celles de la ligne Seohae.

## Situation sur le réseau

Plan du réseau du métro de Séoul (2023)

La station en surface Goksan est une station de correspondance entre la ligne Gyeongui-Jungang et la ligne Seohae du métro de Séoul qui utilisent les mêmes voies sur cette section : 
sur la ligne Gyeongui-Jungang elle est située entre la station Baengma, en direction du terminus nord Munsan, et la station Daegok, en direction du terminus est Jipyeong ;
sur la ligne Seohae, elle est située entre la station Baengma, terminus nord, et la station Daegok, en direction du terminus sud Wonsi, 
en direction du terminus sud Wonsi.

## Histoire

### Gare ferroviaire
La gare est ouverte le 9 janvier 1967. Elle débute un service de train de banlieue avec des infrastructures minimum, le 1er avril 1968.
Le 1er mai 2008 le service passager est suspendu pour le remplacement de la voie unique par une ligne à double voie.

### Station de métro
Goksan est officiellement nommée « station de métro », le 1er juillet 2009, lorsqu'elle est desservie par les rames voyageurs circulant sur la ligne à double voie électrifiée de la ligne Gyeongui.

installations en 2009 et 2010
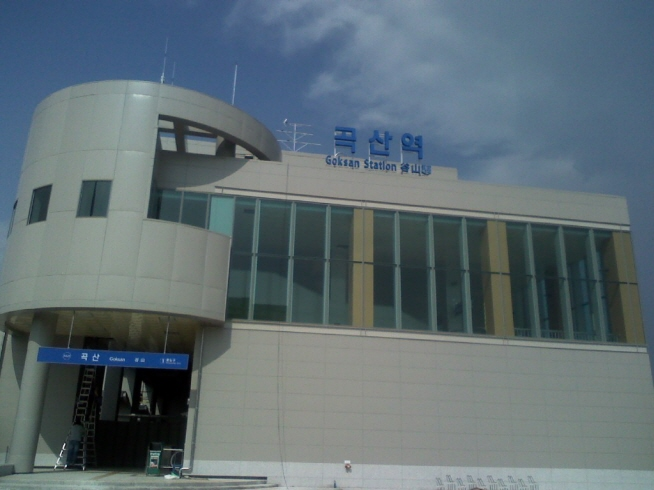
En 2009.
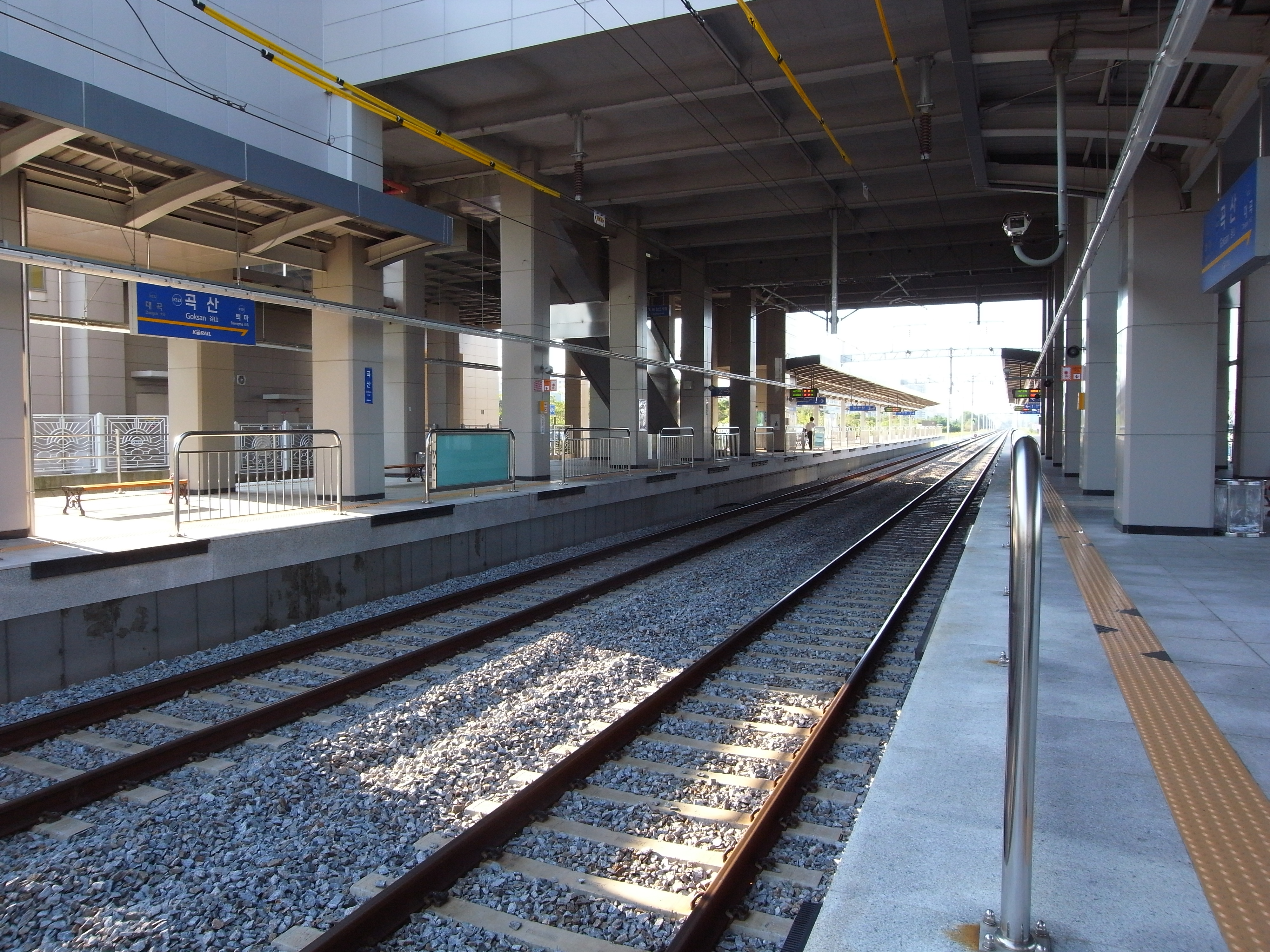
En 2010.

Elle devient une station de la ligne Gyeongui-Jungang, lors de l'ouverture à l'exploitation des 124,5 de cette nouvelle ligne, du réseau du métro de Séoul, qui a été créée en assemblant des sections d'anciennes ligne, dont notamment la ligne Gyeonguiv,. Le 26 août 2023, elle devient une station de correspondance avec l'ouverture de la section de Daegok à Ilsan de la ligne Seohae qui, ce tronçon, utilise les mêmes voies et stations que la ligne Gyeongui-Jungan.

## Services aux voyageurs

### Accès et accueil
Station établie en surface, elle est située 160 Gyeongui-ro, Ilsandong-gu, ou elle dispose d'un bâtiment de un étage en surplomb des deux voies, avec deux accès, disposés à l'est et à l'ouest des voies. Les installations se situent sur l'étage situé au-dessus des voies. On y trouve notamment : la billetterie et des toilettes aménagées pour les personnes en situation de handicap.

### Desserte
Goksan dispose de deux voies et deux quais. Le quai 1 accueil alternativement : les rames omnibus de la ligne ligne Gyeongui-Jungang, en direction de Jipyeong ; ou les rames omnibus de la ligne Seohae en direction de Wonsi. Le quai 2 accueil alternativement : les rames omnibus de la ligne ligne Gyeongui-Jungang, en direction de Munsan ; ou les rames omnibus de la ligne Seohae en direction de Ilsan.

### Intermodalité
Des arrêts sont situés à proximité des accès.